# NGC 4247
NGC 4247 is een balkspiraalstelsel in het sterrenbeeld Maagd. Het hemelobject werd op 25 februari 1868 ontdekt door de Amerikaanse astronoom George Mary Searle.

## Synoniemen
- MCG 1-31-42
- ZWG 41.71
- VCC 265
- NPM1G +07.0288
- IRAS 12153+0733
- PGC 39480